# Google Assistant
Google Assistant és un assistent personal intel·ligent desenvolupat per Google. Es considera una extensió o cosí de Google Now i es troba actiu en l'altaveu sense fil Google Home, els nous rellotges Android Wear i les aplicacions Allo i Duo. Va ser anunciat a Google I/O al maig de 2016 i a diferència de Google Now, és capaç d'interactuar en xerrades de dues vies.